# Catedral de Orleans
La catedral de Orleans (en francés: Cathédrale Sainte-Croix d'Orléans) es una iglesia catedralicia de culto católico bajo la advocación de la Santa Cruz en la ciudad de Orleans, en el departamento de Loiret (Francia). Está clasificada como monumento histórico en Francia desde 1862.

## Historia
Los primeros indicios arquitectónicos de la catedral de la Santa Cruz datan del siglo XIII, aunque los investigadores señalan que su historia se remontaría a los comienzos del cristianismo en la región, cerca del año 330, época en que se construyó una primera iglesia en el mismo emplazamiento que hoy ocupa la catedral.
A partir del siglo XII, la catedral vivió para procesos de construcción y reconstrucción. Las bases del actual edificio comenzaron a construirse recién en 1601, gracias a la gestión del rey Enrique IV. La actual catedral, son su fachada de estilo gótico, fue terminada en 1829, en pleno siglo XIX.
Durante la Segunda Guerra Mundial, la catedral sufrió varios daños debido a los bombardeos alemanes.

## Descripción
La catedral cuenta con planta de cruz latina, con el brazo longitudinal más largo que el transepto o brazo transversal. Tiene una fachada en forma de hache, pues pertenece al estilo gótico, aunque su construcción comenzó en el siglo XVII y su actual fachada data del siglo XVIII.
Cuenta con tres rosetones en la fachada de entrada y otros dos a los laterales. A diferencia de otras catedrales de estilo gótica, las torres de la de Orleans no son tan apuntadas. Además, el interior está cubierto de ricas vidrieras que aportan luminosidad al interior de la construcción.

## Galería de imágenes

Vistas exteriores
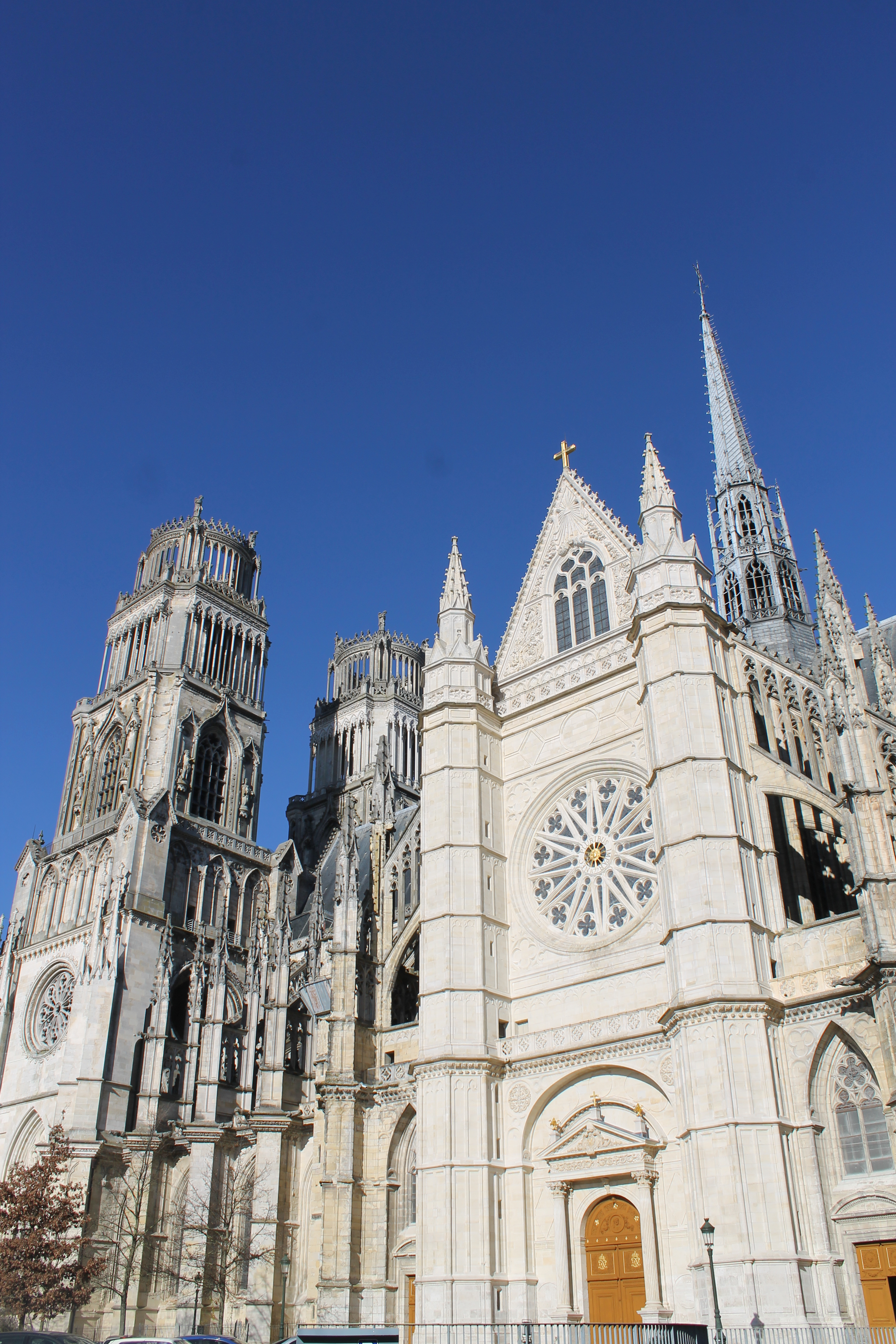
Transepto sur
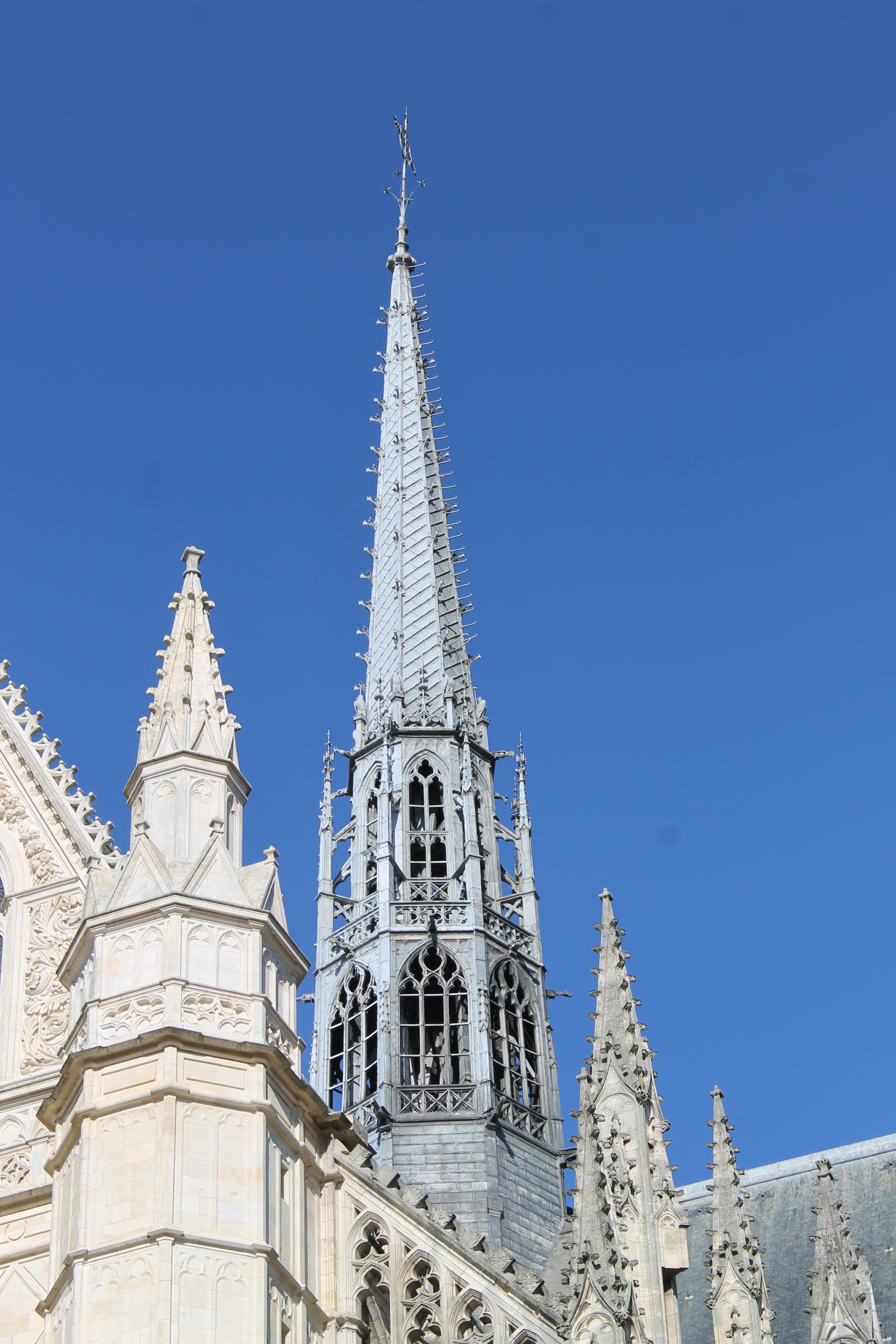
Aguja
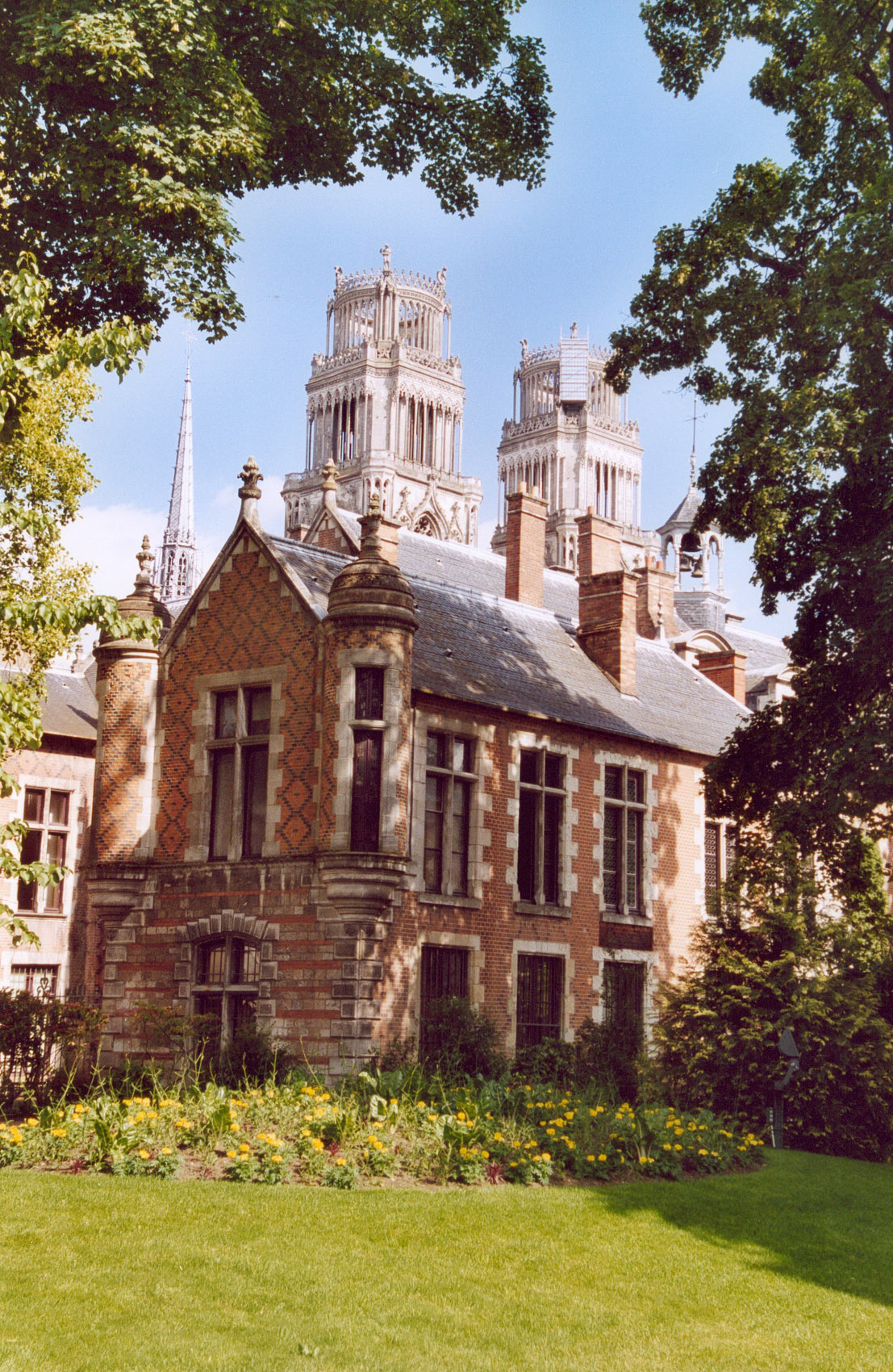
Jardín del Hotel Groslot
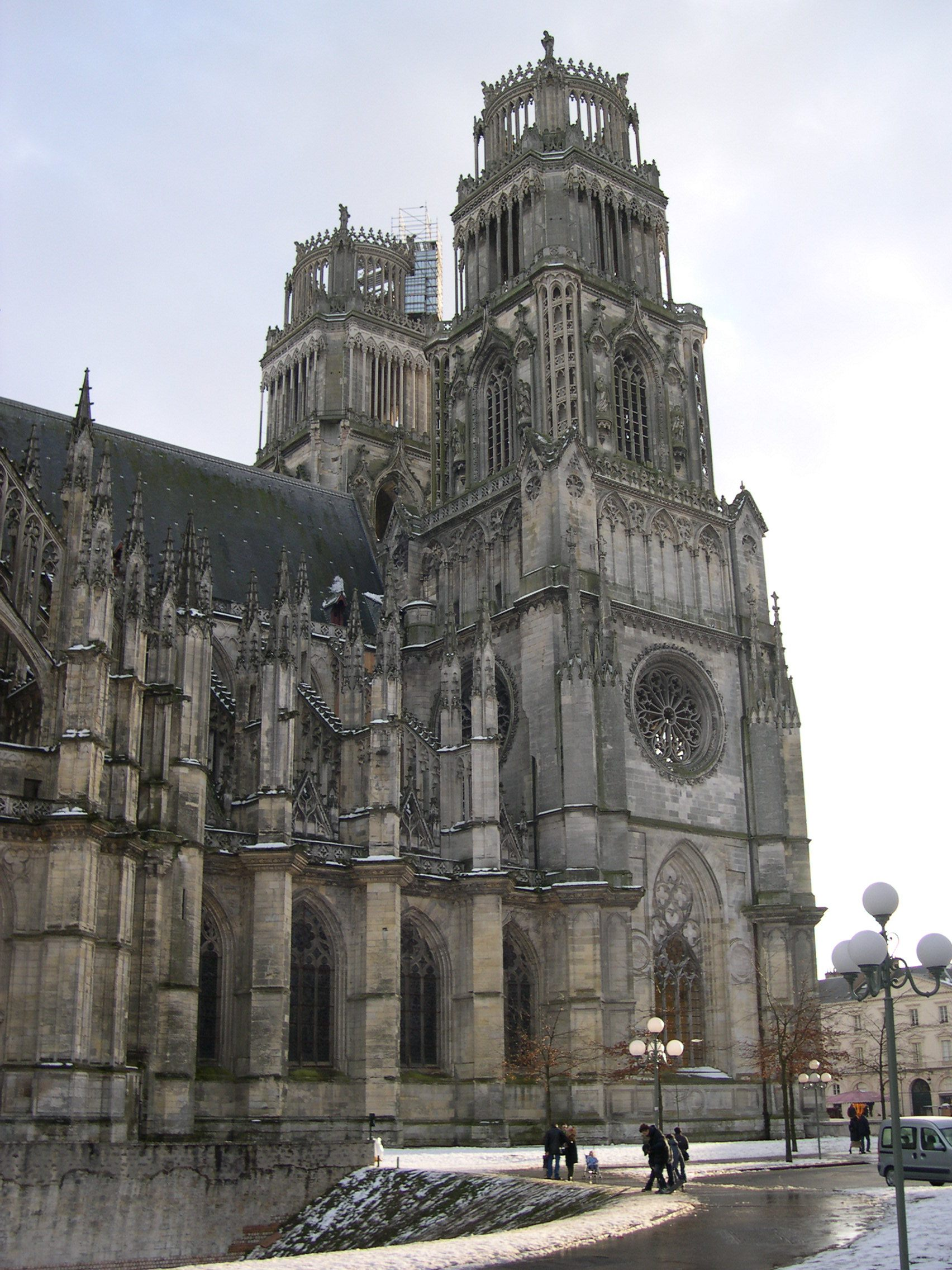
Torre norte

Vistas interiores
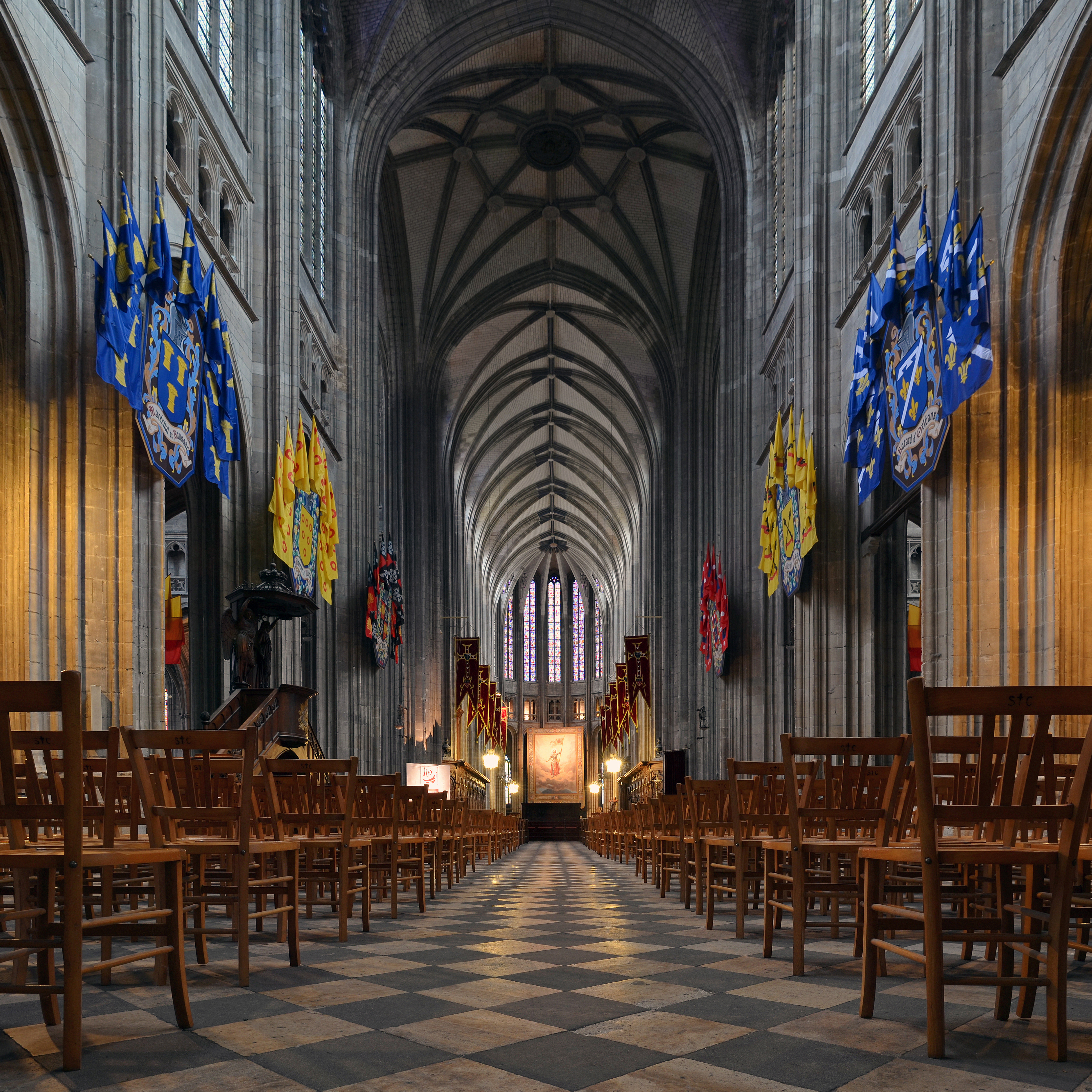
La nave y el coro.
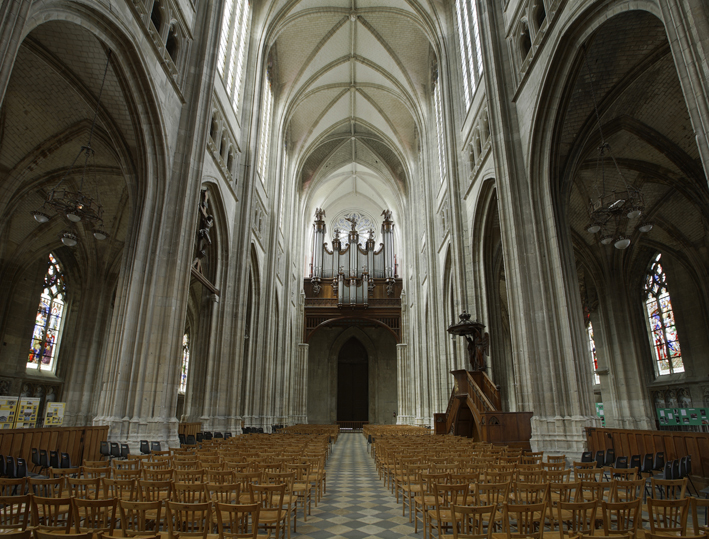
La nave desde el coro
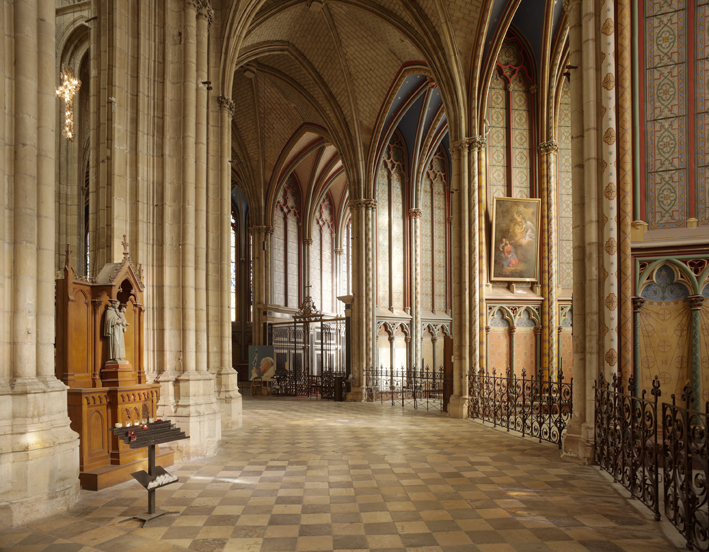
Deambulatorio.
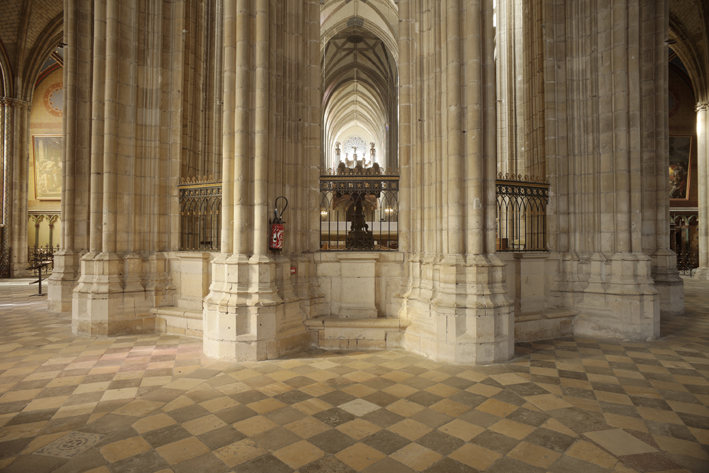
El coro desde el deambulatorio
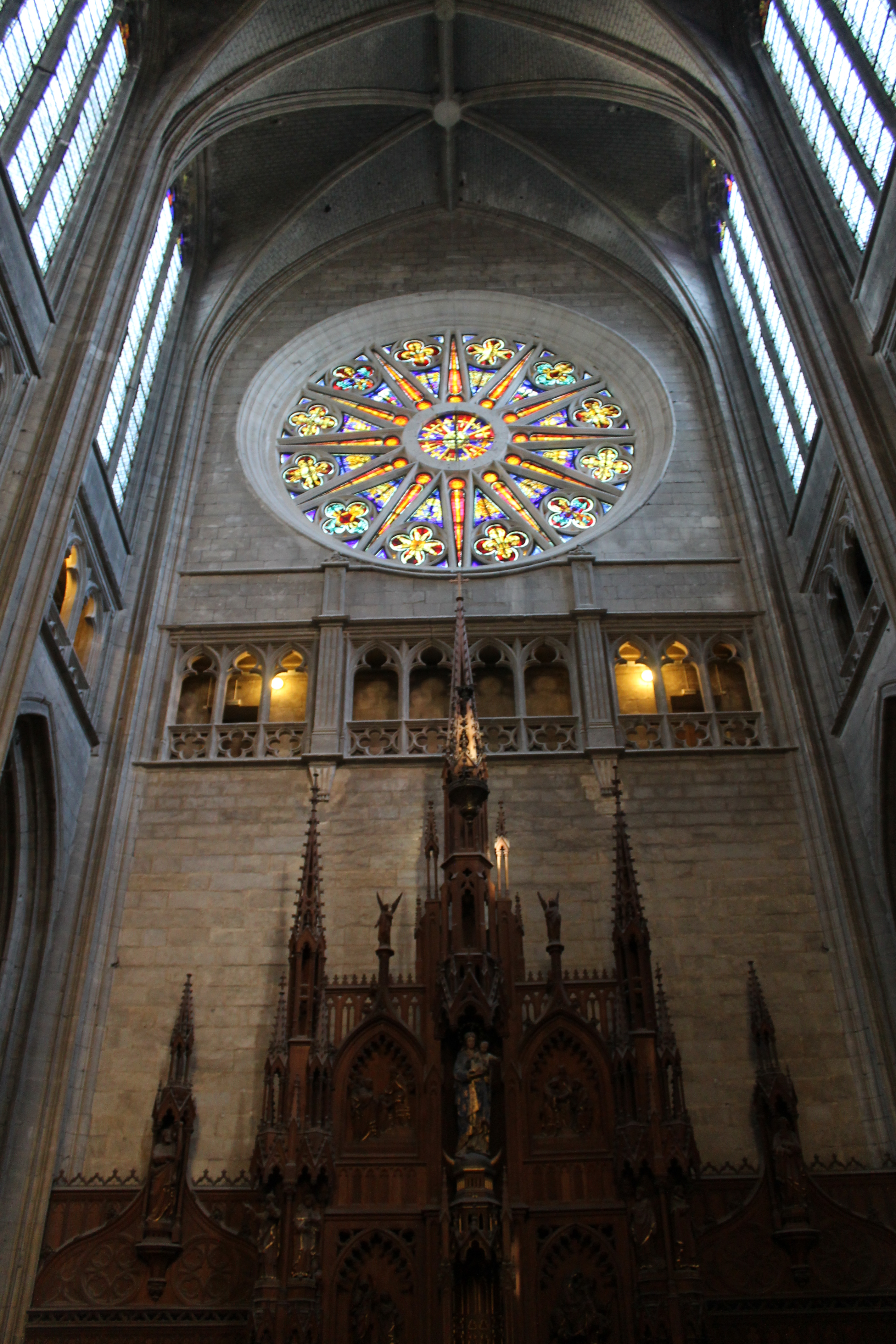
Transepto norte

Vitrales
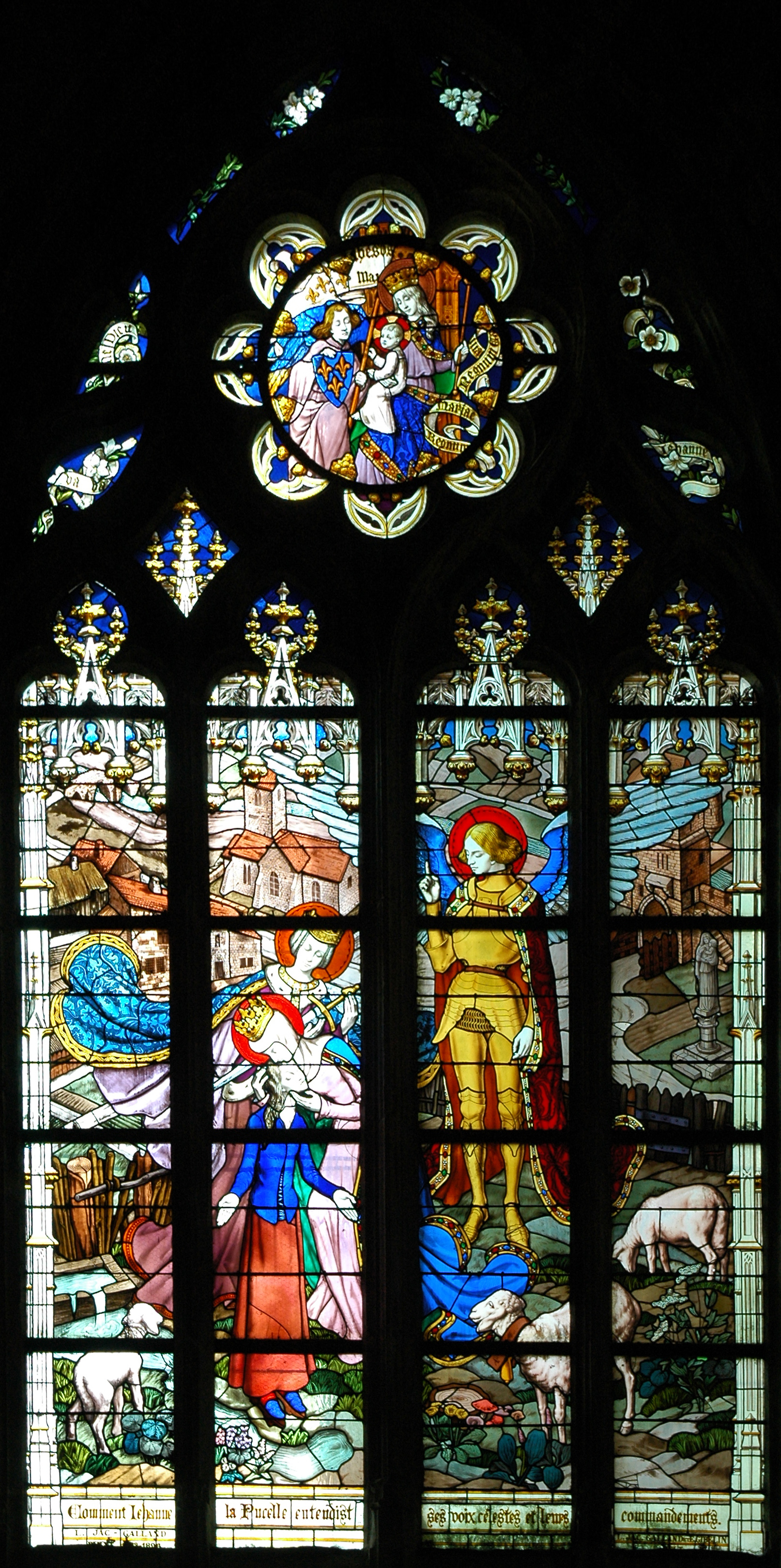
Apariciones de Juana de Arco en Domrémy, del maestro vidriero Louis Jacques Galland (1855-1922).
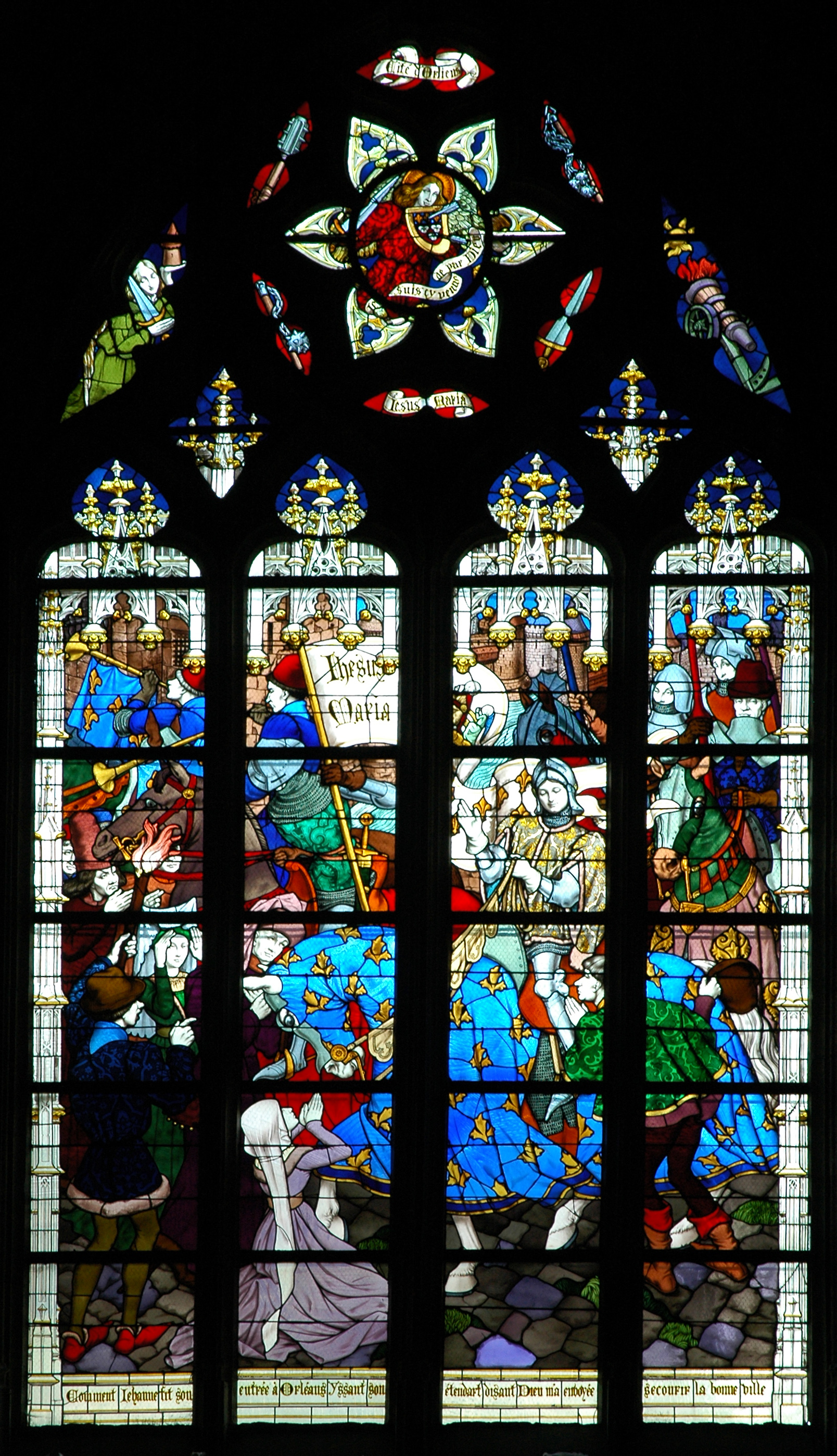
Entrada de Juana de Arco en Orleans, de L. Jac-Galland.
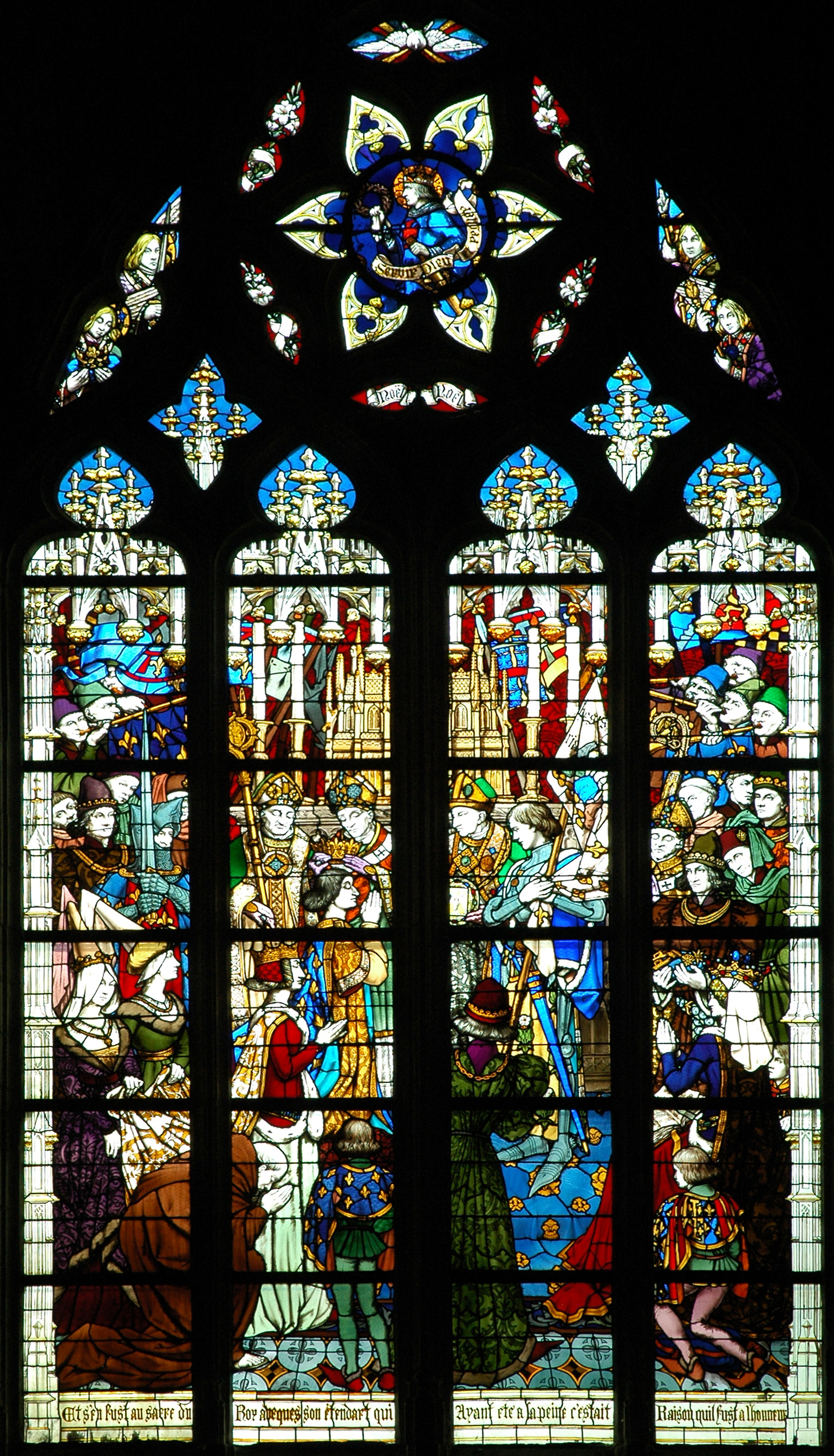
Coronación de Carlos VII en la catedral de Reims, de L. Jac-Galland.
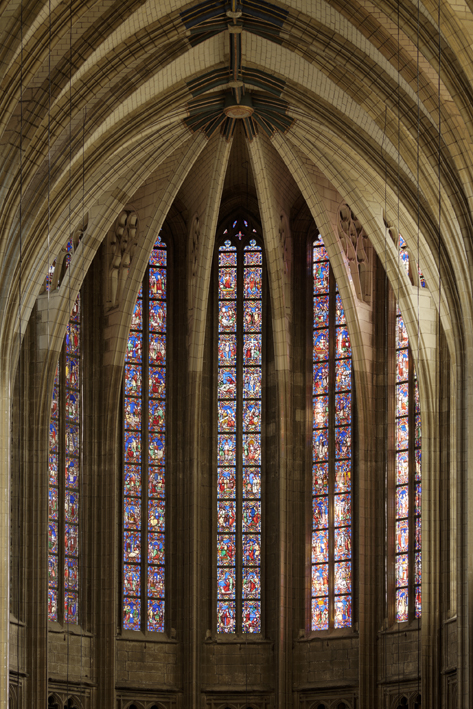
Las lanzas del coro

Vitrales y partes de vitrales modernos han sido instalados o integrados junto a los elementos más antiguos entre 1996 y 2000.